# Soriculus
Soriculus ist eine Gattung von in Südostasien verbreiteten Spitzmäusen mit etwa fünf Arten. Längere Zeit zählte nur die Sikkim-Großklauenspitzmaus (Soriculus nigrescens) zur Gattung. Die anderen Arten wurden nach molekulargenetischen Untersuchungen der Gattung zugerechnet oder als eigenständige Taxa anerkannt.

## Merkmale
Diese Spitzmäuse sind ohne Schwanz 62 bis 93 mm lang, die Schwanzlänge liegt bei 32 bis 58 mm und das Gewicht variiert zwischen 8 und fast 21 g. Es sind 11 bis 17 mm lange Hinterfüße und 6 bis 12 mm lange Ohren vorhanden. Dabei ist Soriculus minor auffällig kleiner als die anderen Arten. Typisch sind ein recht gedrungener Körper und lange Krallen an den Vorderpfoten. Je nach Art ist das Fell oberseits braun bis schwarzbraun und gelegentlich ist die Unterseite heller. Die leichten Farbunterschiede setzen sich auf dem Schwanz fort. Bei allen Vertretern ragen die Ohren leicht aus dem Fell. Die Zahnformel lautet I 2/3, C 1/0, P 2/1, M 3/3, was 30 Zähne im Gebiss ergibt. Jedoch besitzen vier Zähne pro Seite im Oberkiefer nur eine Spitze.

## Verbreitung und Lebensweise
Die Arten leben am Südrand des Himalayas in China, Nepal, Bhutan, im nördlichen Indien und in Myanmar. Die Lebensweise wurde nur für die Sikkim-Großklauenspitzmaus genauer beschrieben. Diese gräbt manchmal Gänge im Erdreich und ernährt sich von Insekten und Würmern.

## Die Arten
Eine Studie von 2023 unterscheidet 5 Taxa (vermutlich alle Arten) und ordnet drei davon wissenschaftliche Namen zu. Die beiden weiteren Arten wurden kurze Zeit später beschrieben.
- Sikkim-Großklauenspitzmaus (Soriculus nigrescens), die Typart bewohnt das Gebiet von Nepal bis zum Grenzbereich Tibet/Myanmar.
- Soriculus beibengensis, ist aus dem Gebiet Mêdog in Tibet bekannt.
- Soriculus medogensis, kommt ebenfalls im Gebiet Mêdog vor.
- Soriculus minor, bewohnt das Grenzgebiet Yunnan/Myanmar.
- Soriculus nivatus, wurde im Gebiet Mêdog und in angrenzenden Landschaften gefunden.

Die IUCN listet nur die Sikkim-Großklauenspitzmaus und stuft sie als nicht gefährdet (least concern) ein.